# Sinagoga grande di Zagabria
La sinagoga grande di Zagabria, costruita nel 1867 in stile moresco e distrutta dal regime fascista croato nel 1941-42, si trovava a Zagabria in Croazia su via Valeria Maria (ora via Praška).

## Storia
La comunità ebraica di Zagabria, costituitasi nel 1806, era rapidamente cresciuta a tal punto da richiedere la costruzione di una sinagoga monumentale. Nel 1855 infatti già 700 ebrei vivevano a Zagabria, allora parte dell'Impero asburgico. Nel 1861 si costituì una commissione che acquistò il terreno ed affidò il progetto all'architetto Franjo Klein. La costruzione, iniziata nel 1866, si concluse l'anno successivo e la sinagoga fu solennemente inaugurata il 27 settembre 1867 con grande concorso di fedeli e alla presenza delle massime autorità civili e religiose della città.
Klein ideò un'architettura neomoresca ispirata al modello del Leopoldstädter Tempel completato da Ludwig Förster nel 1858.
La sinagoga, orientata ad est secondo la tradizione, era leggermente rientrata rispetto alla linea della strada, da cui era separata da una cancellata, in ottemperanza alle norme che allora proibivano agli edifici di culto non cristiani di aprirsi direttamente sulla pubblica via. La facciata tripartita rifletteva la divisione interna in tre navate, con i matronei collocati sopra le navate laterali. In linea con la spirito riformatore del tempo, un grande organo era collocato all'interno del tempio per servire alle funzioni religiose.
La sinagoga fu restaurata nel 1881 dai lievi danni subiti in occasione del terremoto e nel 1923 l'interno fu rimodellato per accogliere un numero maggiore di posti a sedere. Un impianto di riscaldamento fu aggiunto nel 1933. La comunità nel frattempo aveva raggiunto le 6000 unità e continuava a crescere. Piani furono fatti per un possibile nuovo ampliamento.

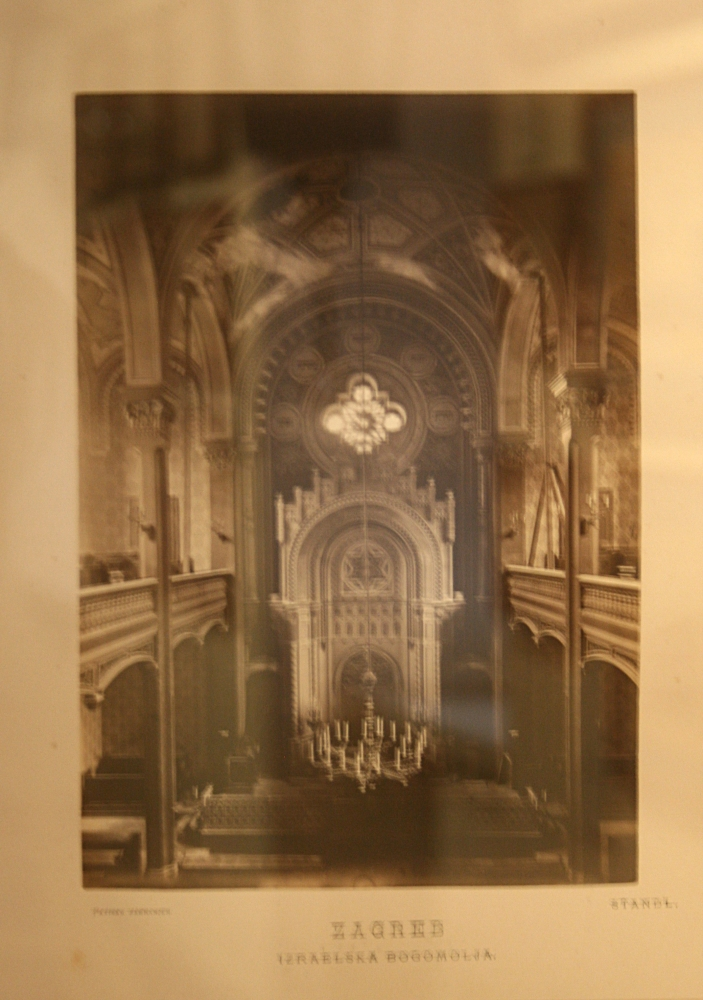
L'interno della sinagoga in una foto di Ivan Standl del 1880.

Con la seconda guerra mondiale e la caduta del Regno di Jugoslavia, un regime fascista fu instaurato in Croazia che applicò una brutale politica antisemita. Gli ebrei di Zagabria furono deportati in campi di concentramento, ai quali la maggioranza non sopravvisse. Nell'ottobre 1941 fu decretata la demolizione della sinagoga che iniziata il 10 ottobre 1941 si completò nell'aprile 1942. Le immagini della demolizione furono riprese dalla propaganda del regime come segno della propria determinazione di dare una soluzione finale al problema ebraico in Croazia. Alcune sequenze di quei filmati sono sopravvissute, riscoperte nel 1993 dal regista Lordan Zafranović. Dell'edificio della sinagoga non rimangono che pochi frammenti: un lavabo per le abluzioni rituali e due lapidi commemorative, che si trovano oggi al Museo della Città di Zagabria.

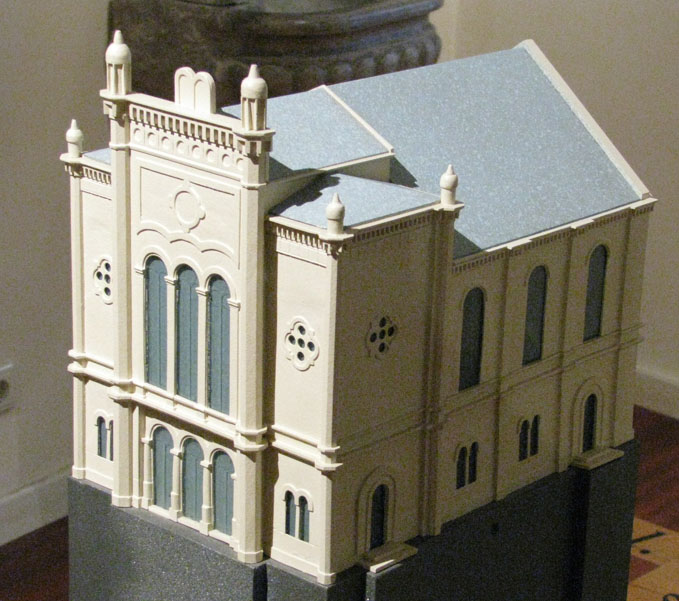
Modello della sinagoga al Museo della Città di Zagabria.
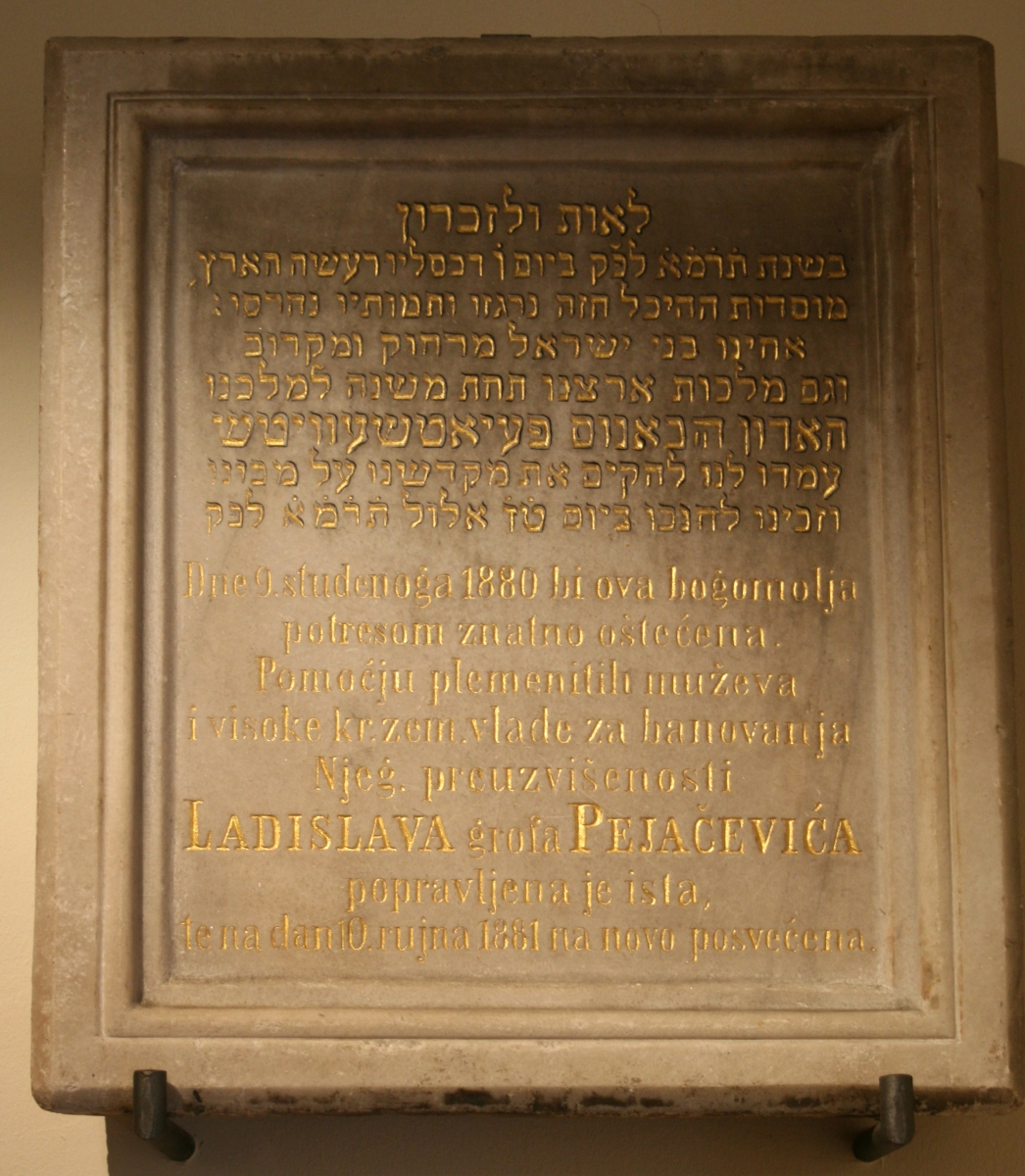
Una delle due lapidi commemorative sopravvissute alla distruzione
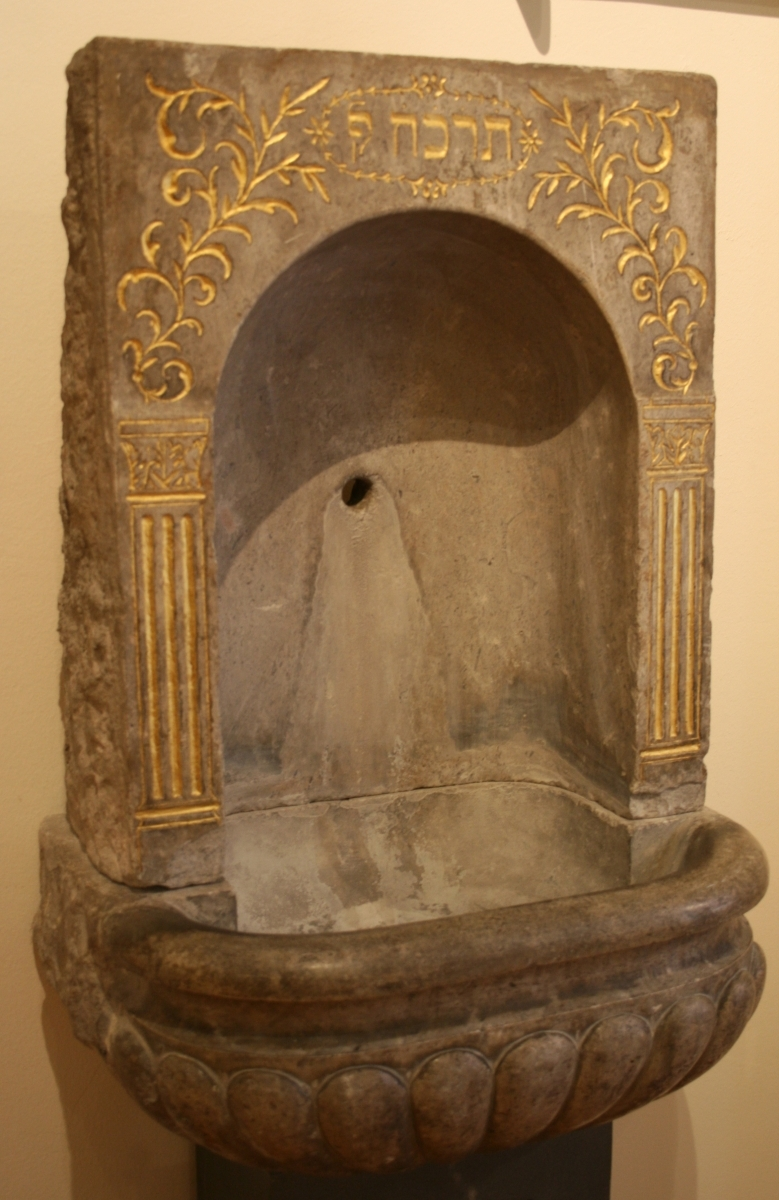
Il lavabo superstite

Dopo la guerra, la piccola comunità di superstiti non ebbe i mezzi né l'opportunità di ricostruire la sinagoga, anche per le politiche ostili del regime comunista. Sul luogo in cui sorgeva la sinagoga fu costruito un campo di pallavolo, quindi nel 1959 un grande magazzino e quando nel 1980 quest'edificio fu distrutto da un incendio l'area divenne un parcheggio per le auto, com'è tuttora. Una targa commemorativa fu collocata sul luogo nel 1986, a ricordare la presenza dell'antica sinagoga.

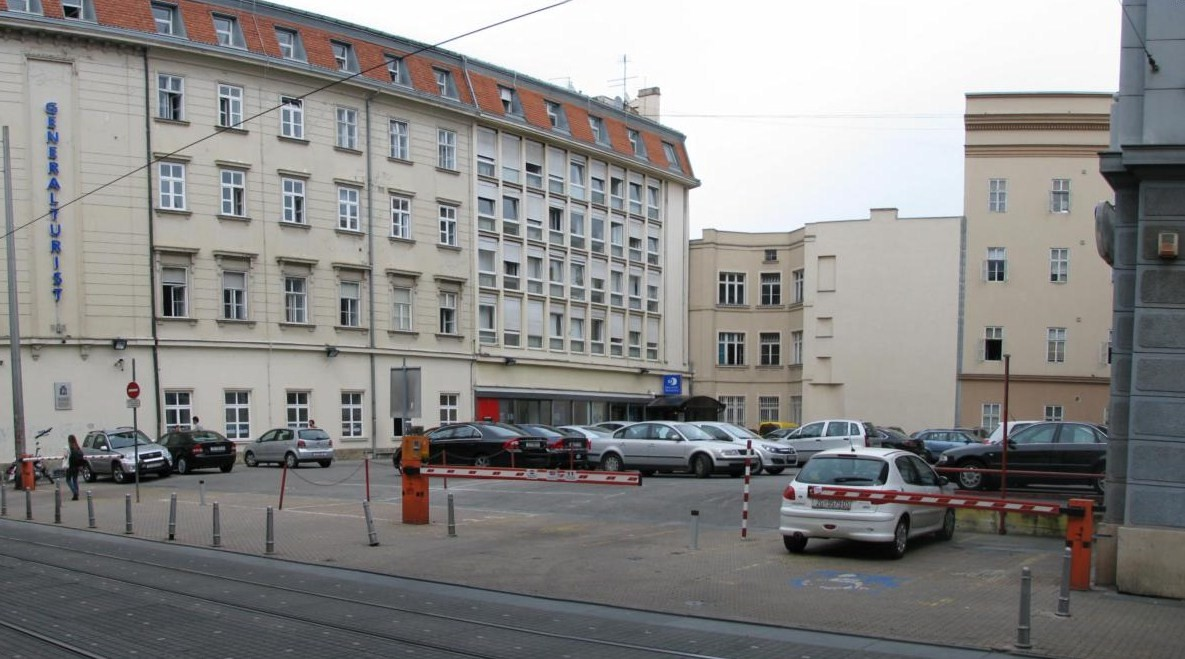
Il luogo dove era situata la sinagoga, ora parcheggio
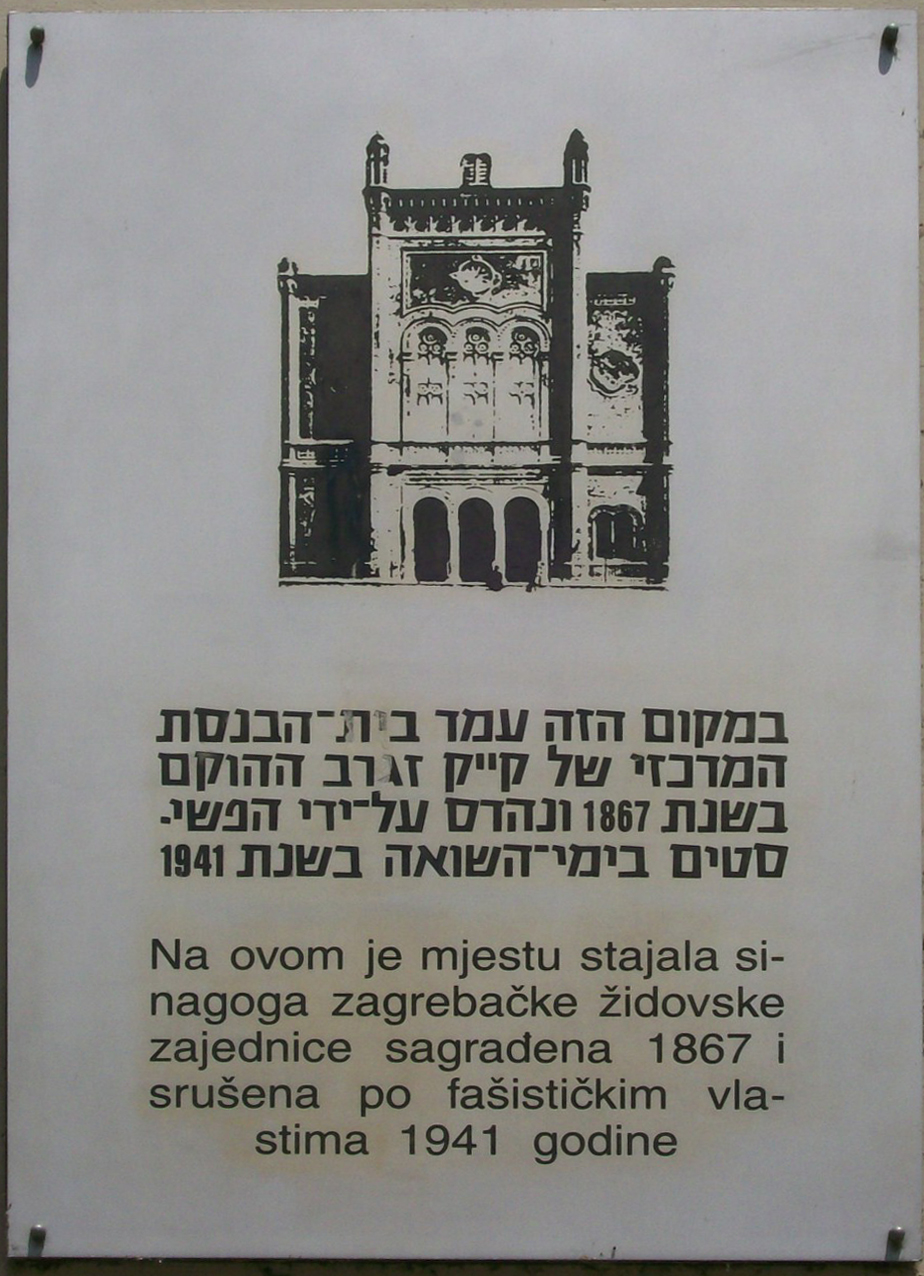
Targa memoriale, in ebraico e croato, ivi collocata nel 1986

Proposte per la ricostruzione della sinagoga furono fatte già negli anni Settanta e Ottanta, ma senza esito. Dopo la fine del regime comunista e la proclamazione dell'indipendenza della Croazia, il terreno fu restituito alla comunità ebraica il 31 dicembre 1999. Nonostante il ripetuto impegno a procedere alla "ricostruzione" (ribadito anche nell'estate 2013), difficoltà burocratiche e divisioni interne circa il progetto da realizzare hanno finora bloccato ogni azione. Zagabria ha nuovamente un'attiva comunità ebraica, ma è tutt'oggi priva di un edificio sinagogale.